# Coulter (Iowa)
Coulter – miasto w Stanach Zjednoczonych, w stanie Iowa, w hrabstwie Franklin. 

## Demografia
Zgodnie ze spisem statystycznym z 2000, miasto liczyło 262 mieszkańców. W 2023 liczba mieszkańców spadła do 217 osób, a gęstość zaludnienia poniżej 34 osób/km².